# Karbapenemy

Ogólny wzór karbapenemów

Karbapenemy (ATC J 01 DH) – grupa antybiotyków β-laktamowych, spokrewnionych z penicylinami i cefalosporynami, lecz odrębnych chemicznie. Są pochodnymi tienamycyny, antybiotyku wytwarzanego przez żyjący w glebie drobnoustrój Streptomyces cattleya.
Spektrum przeciwbakteryjne karbapenemów jest bardzo szerokie i obejmuje bakterie Gram-dodatnie (inne niż MRSA) oraz wszystkie bakterie Gram-ujemne, zarówno tlenowe jak i beztlenowe. Ponieważ mechanizm działania opiera się na zaburzeniu syntezy ściany komórkowej, lek nie działa na bakterie atypowe (które jej nie mają, lub żyją we wnętrzu komórek gospodarza). Ponadto ertapenem nie wykazuje aktywności wobec pałeczki ropy błękitnej.
Antybiotyki tej grupy wykazują dużą oporność na β-laktamazy, co jest szczególnie ważne zwłaszcza podczas leczenia bakterii G(-). Są niewrażliwe na klasyczne penicylinazy, β-laktamazy o szerokim spektrum (TEM-1, TEM-2, SHV), β-laktamazy o poszerzonym spektrum (ESβL) oraz chromosomalne cefalosporynazy AmpC. Doniesiono o istnieniu cefalosporynaz AmpC o poszerzonym spektrum substratowym, które rozkładają te antybiotyki. Większe znaczenie kliniczne ma jednak wrażliwość na metalo-β-laktamazy.
Zastosowaniem tej grupy antybiotyków jest głównie sepsa o nieznanej etiologii. Należy jednak skojarzyć go z antybiotykiem aktywnym wobec MRSA (na przykład wankomycyna/teikoplanina), jeśli nie można wykluczyć tego drobnoustroju.

Przeczytaj ostrzeżenie dotyczące informacji medycznych i pokrewnych zamieszczonych w Wikipedii.